# Cealaltă parte din noi (1982)
Cealaltă parte din noi este un film românesc din 1982 regizat de Șerban Comănescu.